# Каменная Яруга
Каменная Яруга (укр. Кам'яна Яруга) — село,
Каменнояружский сельский совет,
Чугуевский район,
Харьковская область, Украина.
Код КОАТУУ — 6325483501. Население по переписи 2001 года составляет 2186 (991/1195 м/ж) человек.
Является административным центром Каменнояружского сельского совета, в который не входят другие населённые пункты.

## Географическое положение
Село Каменная Яруга находится в девяти км от Чугуева на склонах оврага Каменного у истоков реки Студенок,
ниже по течению на расстоянии в 2 км расположено село Чапаевское, в 5-и км — село Васильев Хутор (Чугуевский городской совет).
Рядом проходит автомобильная дорога М-03 Харьков-Ростов.

## История
- 1647 — дата основания[5][1][2]. Тогда в селе добывали камень, откуда и пошло его название.
- В середине 19 века в Каменной Яруге были православная церковь и 16 ветряных мельниц.[6]
- В 1940 году, перед ВОВ, в селе было 629 дворов, церковь, семь ветряных мельниц и сельсовет.[3]
- В годы войны 334 жителя села воевали на фронтах в рядах Советской армии; из них погибли 134 воина; 143 были награждены орденами и медалями СССР.[7] Советский воин яружец Я. М. Ачкасов совершил подвиг при форсировании Днепра и был удостоен звания Герой Советского Союза.[7]
- В 1966 году население составляло 2912 человек; в селе были школа, клуб на 250 мест, библиотека, больница, колхоз имени С.М. Кирова с 3 300 га с/х угодий, из которых 2 300 пахотной земли.
- В 1976 году в селе было 820 дворов и проживали 3006 человек.[7]
- В 1992 году в селе действовали колхоз имени Кирова, аптека, медпункт, отделение связи, ресторан, Каменнояружский торг, сельсовет, школа, автоматическая телефонная станция.[8]
- В 2001 году население села составляло 2186 человек.

## Происхождение названия
С 17 века в селе добывали строительный и облицовочный камень, откуда и пошло название Каменная.
Диалектное слово яруга (крутостенная балка; овраг, прекративший рост). Яруга (укр.) — «глубокий крутой яр, овраг».

## Экономика
- Молочно-товарная ферма.
- «НИВА», агрофирма, ООО.

## Объекты социальной сферы
- Школа.
- Детский сад.

## Достопримечательности
- Братская могила советских воинов. Похоронены 340 павших воинов ВОВ.

## Известные уроженцы
- Ачкасов Яков Михайлович — Герой Советского Союза.

## Экология
- Через село проходит ЛЭП 110 кВ.